# Vệ Ly hầu
Vệ Ly hầu hay Vệ Hy hầu (chữ Hán: 衞釐侯 hay 衞僖侯; trị vì: 854 TCN-813 TCN), là vị vua thứ chín của nước Vệ – chư hầu nhà Chu trong lịch sử Trung Quốc.
Vệ Ly hầu là con của Vệ Khoảnh hầu – vua thứ tám nước Vệ. Năm 855 TCN, Khoảnh hầu mất, Ly hầu lên nối ngôi.
Sử sách không ghi chép sự kiện xảy ra liên quan tới nước Vệ trong thời gian ông làm vua.
Năm 813 TCN, Vệ Ly hầu qua đời. Ông ở ngôi được 42 năm. Con ông là Cơ Dư lên nối ngôi, tức là Vệ Cung bá.